# Imreh Tibor
Imreh Tibor (Budapest, 1952. április 10. – Budapest, 2010. június 20.) festő, grafikus.

## Élete
Élete első meghatározó élménye az 1956-os forradalom volt. Édesapja Kanadába disszidált. Már általános iskolás korában kiállították akvarelljeit. 16 éves korában országos junior cselgáncsbajnok lett. 1971-ben színbontó fényképész szakmunkásvizsgát tett, éveken át nyomdában dolgozott. Munkája révén került kapcsolatba szita- és ofszetnyomással dolgozó grafikusokkal. 
Képzőművészként autodidakta. A ’70-es évek végén csatlakozott a Vajda Lajos Stúdióhoz.
Ezen belül a ’80-as évekig a Balogh István Vilmos szellemi irányításával alakult külön csoport tagja, melyben új technikákkal is foglalkoztak: manipulált fotó, szitanyomat, koncept
art, objektek. A 80-as évek közepétől a keleti misztika felé fordult, kalligrafikus gesztusés
pecsétképeket készített. Egyéni kiállításai voltak a Fiatal Művészek Klubjában, Szentendrén,
Honoluluban. Csoportos tárlaton szerepelt Szentendrén, Nagyváradon, Marosvásárhelyen
és Kanadában. 2002-ben részt vett a Műcsarnokban a Vajda Lajos Stúdió jubileumi
kiállításán.